# SCORE (műhold)
A SCORE (Signal Communications by Orbiting Relay Experiment – angolul: „jeltovábbítás keringő átjátszóállomással kísérlet”) amerikai katonai műhold, a világ első távközlési műholdja.

## Küldetés
A műholdat az amerikai légierő készítette. Energia ellátását akkumulátor biztosította. Feladata, aktív műholdként elősegíteni a  a telekommunikációt, a rádió- és mikrohullámú frekvenciák felhasználásával. A felszíni földi állomások parabolaantennákkal küldenek vagy fogadnak adatokat a műholdakról. Kísérleti jelleggel Eisenhower amerikai elnök karácsonyi köszöntőjét közvetítette világszerte.

## Jellemzői
1958. december 18-án a Cape Canaveral űrközpont kilövőállomásáról egy Atlas–B (ICBM) hordozórakéta utolsó fokozatával együtt került pályára. Az orbitális egység pályája 101,5 perces, 32,3 fok hajlásszögű, elliptikus pálya perigeuma 185 kilométer, az apogeuma 1471 kilométer volt. Hasznos tömege 3900 kilogramm, hossza 2,4 méter, átmérője 3 méter. A műszerek tömege 68 kilogramm. Az adóállomások fölött elrepülő műhold rövid közleményeket regisztrált magnetofonnal (tartalék magnetofon biztosításával), földi parancsra 107 megahertzen visszasugározta azokat. Aktív szolgálati ideje 12 napig tartott. 1959. január 21-én a földi légkörbe visszatérve elégett.

## Külső hivatkozások
- SCORE. globalsecurity.org. (Hozzáférés: 2012. november 17.)